# Cola ndongensis
Cola ndongensis är en malvaväxtart som beskrevs av Adolf Engler och K. Krause. Cola ndongensis ingår i släktet Cola och familjen malvaväxter. Inga underarter finns listade i Catalogue of Life.